# Mériamon (fils de Ramsès II)
Pour les articles homonymes, voir Mériamon.
Mériamon ou Ramsès-Méryamon, est un prince d'Égypte et douzième fils de Ramsès II,.

## Généalogie
Compte tenu de son rang parmi les princes, Mériamon est né vers la fin du règne de son grand-père Séthi Ier.
Mériamon, dont le nom signifie « Aimé d'Amon », est un officier. Il est présent au retour triomphale de la bataille de Qadesh et au siège de Dapour, bien que son jeune âge à l'époque rend peu probable toute forme de commandement pendant ces évènements.
Le titre de prince héritier passe directement de Khâemouaset (4e fils) à Mérenptah (13e fils) vers l'an 55, Mériamon étant alors décédé.

## Sépulture
Comme nombre de ses frères, il est enterré dans la tombe KV5 où des fragments de ses vases canopes ont été découverts.